# Вердон (Небраска)
Вердон (енгл. Verdon) град је у америчкој савезној држави Небраска.

## Демографија
По попису из 2010. године број становника је 172, што је 51 (-22,9%) становника мање него 2000. године.
| Група             | 2000.       | 2010.       |
| Белци             | 212 (95,1%) | 163 (94,8%) |
| Афроамериканци    | 0 (0,0%)    | 0 (0,0%)    |
| Азијати           | 0 (0,0%)    | 0 (0,0%)    |
| Хиспаноамериканци | 2 (0,9%)    | 5 (2,9%)    |
| Укупно            | 223         | 172         |